# Giéville
Giéville település Franciaországban, Manche megyében. Lakosainak száma 675 fő (2018. január 1.). Giéville Torigni-sur-Vire, Brectouville, Domjean, Guilberville, Saint-Amand, Saint-Louet-sur-Vire és Torigny-les-Villes községekkel határos.

## Népesség
A település népességének változása:
| Lakosok száma | 509  | 508  | 556  | 618  | 587  | 653  | 690  | 704  | 671  | 675  |
|               | 1962 | 1968 | 1982 | 1990 | 1999 | 2008 | 2011 | 2013 | 2017 | 2018 |